# Garchy
Garchy è un comune francese di 445 abitanti, situato nel dipartimento della Nièvre nella regione della Borgogna-Franca Contea.

## Società

### Evoluzione demografica
Abitanti censiti